# Children's Climate Prize
Children's Climate Prize utdelas till en ungdom som på något sätt arbetar praktiskt för jordens och dess invånares bästa. Priset  instiftades 2016 av Telge Energi för att lyfta barn och ungas perspektiv i klimatfrågan, eftersom det är barnens värld som står på spel. Vinnaren får en medalj och 100 000 kronor. I anslutning till prisutdelningen arrangeras Children's Climate Conference där vinnare och finalister samtalar om det senaste inom hållbar utveckling. Priset delas ut i Stockholms Stadshus och konferensen hålls i Södertälje stadshus. 2019 bjöd Telge Energi in luftreningsföretaget Blueair att bli en partner I Children's Climate Prize.
2020 års Klimatpris utdelas vid en digital ceremoni den 18 november.

## Pristagare
| År   | Changemaker                  | Land             | Clean air                             | Land              |
| ---- | ---------------------------- | ---------------- | ------------------------------------- | ----------------- |
| 2016 | Xiuhtezcatl Martinez (16 år) | Colorado, USA    |                                       |                   |
| 2017 | Edgar Edmund (17 år)         | Arusha, Tanzania |                                       |                   |
| 2018 | José Adolfo (13 år)          | Arequipa, Peru   |                                       |                   |
| 2919 | Shreya Ramchandran (16 år)   | Kalifornien, USA | Nav (12år) och Vihaan Agarwal (15 år) | New Delhi, Indien |
| 2020 | Aadya Joshi (17 år)          | Indien           | Vinisha Umashankar (13 år)            | Indien            |
| 2021 | Reshma Kosaraju (15 år)      | Kalifornien, USA |                                       |                   |
| 2022 | Sparsh (17 år)               | Patna, Indien    |                                       |                   |